# Перевал Інунакі
33°40′31″ пн. ш. 130°32′48″ сх. д. / 33.675277777778° пн. ш. 130.54666666667° сх. д.
Перевал Інунакі (яп. 犬鳴峠 раніше відомий як Кубара Коші) — перевал, який проходить через кордон між містом Міявака, префектурою Фукуока та містом Гісаяма (район Касуя, префектура Фукуока).

## Назва
Назва перевалу Інунакі походить від гори Інунакі (583,6 м над рівнем моря), яка знаходиться збоку. Існує багато теорій про походження назви, а в документі "Інунакі-сан Куджіцу" говориться: "Причина, по якій ця гора називається Іну-ки, полягає в тому, що на вході в долину по дорозі є водоспад, і вовки зазвичай плакали, коли досягали водоспаду, але не могли піднятися наверх". Існує й інша теорія, згідно з якою гора настільки глибока, що навіть собака не змогла перелізти через неї і загарчав, звідси і назва Інунакі. відповідно до іншої теорії, назва Інунакі поступово змінилося на "Іннакі", оскільки в період ріцуре він перебував на кордоні Інаго. оскільки на діалекті чікудзен собак називають "ін", їх також називають "іннакі тозі".

## Географія та логістика
Перевал розташований в східній частині міста Хісаяма і західній частині міста Міявака, з північного боку перевалу розташована гора Інунарі. Це один з гірських перевалів через гірський хребет Інунарі, який розділяє міста Хісаяма і Сасагурі, Кога і Фукуцу, Міявака, і обслуговується префектурального дорогою № 21 Фукуока-Наоката, яка з'єднує місто Фукуока і місто Ногата. Дорога має ряд поворотів у вигляді шпильок і вузький тунель, але після того, як в 1975 року був відкритий новий тунель Інунарі, дорога була розширена, оскільки місцевість гориста, дорога іноді закривається через сильний дощ або снігопад.
Він розташований в регіоні Чикухи, недалеко від столичного району Фукуока, і використовується в якості короткої дороги між Кітакюсю / Наоката і містом Фукуока. У місті Міявака знаходиться завод Міята, штаб-квартира Toyota Motor Kyushu, тому рух тут дуже інтенсивний, багато великих вантажівок і самоскидів проїжджає навіть пізно вночі.
Що стосується громадського транспорту, то автобусна лінія JR Kyushu (лінія Ногата), яка з'єднує місто Фукуока і місто Ногата через місто Міявака, місто Хісаяма і місто Касуя, проходить через перевал Інунарі з зупинками біля виходів з обох кінців нового тунелю Інунарі. Тут є дві автобусні зупинки, одна на боці Міявака, інша на стороні Хісаяма.
Лінія Sanyo Shinkansen проходить через гору Інунарі на протилежному боці перевалу, але вся територія біля перевалу знаходиться в тунелі (тунель Фукуока). Табличка біля входу в Новий тунель Інунарі говорить: «Новий тунель Інунарі» (довжина 1 385 м).
Приблизно в 2 км на північний схід від перевалу, з боку міста Міявака, в 1970 році почалося будівництво греблі Інунарі, яке було завершено в 1994 році (місто Вакаме на момент завершення будівництва). Озеро біля греблі прозвали «Озером бібліотекаря», і воно було облаштовано як туристична пам'ятка з обсерваторією і рестораном. Біля входу на перевал є курорт гарячих джерел Вакіта Онсен.
Стара назва перевалу Інунакі — «Перехід Кухара», дорога була відкрита на початку періоду Едо (1615—1623 рр.), Але місцеві жителі не надавали їй значення з періоду Едо до початку періоду Сева. За словами одного старого, перевал Інунакі був настільки поганий, що їм мало хто користувався, і місцеві жителі села Есикава ходили через перевал Неко в Сасагурі, щоб потрапити в Фукуока або Хаката. Жителі Інунакі також уникали перевалу Інунакі і використовували перевал Комоно, який зараз є гірською стежкою, для того, щоб дістатися до Кіетакі в місті Кога. Некотоге і Комонотоге були важливими магістралями для життя місцевого населення з періоду Едо до початку періоду Сева. Торговці, які приїжджали з Касуя, Мунаката-гун і т. д., виходили зі своїх будинків рано вранці, перетинали Некотоге і Комоно-тозі і до пізнього вечора вели справи в селі Есикава, потім зупинялися на ніч в добре знайомому їм будинку в селі і рано вранці перетинали перевал, щоб повернутися додому. Вони оплачували своє перебування непроданими товарами. У Інунакі також був будинок, де зупинялися рознощики, і тому багато хто з них виходили заміж за жителів Мунаката і Касуя-гун. З боку міста Міявака, в кінці лісової дороги поруч зі старим тунелем Інунарі, земельний кадастр належить не Інунарі, а Вакіта.
Будівництво тунелю Інунакі (також відомого як тунель Інунакі) було розпочато в 1884—1885 роках за рішенням Асоціації союзу повіту Касуя і повіту Курате, але було тимчасово зупинено через недосвідченість будівельників і величезних витрат на будівництво. Однак в листопаді 1927 року міські та сільські ради Касуя і Курате-гун прийняли рішення подати прохання в префектуру про будівництво дороги Інунакі з підписами і печатками мерів кожного міста і села. Жителі Касуя і Курате-гун доклали чимало зусиль для прокладки тунелю Інунакі, і 3 листопада 1949 року префектурние дорога Фукумару-Хакодзакі (префектурние дорога Фукуока № 21) була нарешті відкрита для руху. 10 серпня наступного року було розпочато автобусне сполучення між Хаката і Ногат по маршруту JNR. У той час як автобусів використовувалися «Isuzu BX91 type» і «Fuso B12 type» (місткість 50-70 пасажирів). Як паливо використовувався деревне вугілля, але в міру поліпшення ситуації з паливом в 1951 році він був замінений бензиновими двигунами, а пізніше — дизельними. Двадцять чотири роки по тому, 1975 року, щоб задовольнити потреби швидко мінливого суспільства, був відкритий новий тунель Інунарі, який став справжньою головною дорогою, що з'єднує Фукуока і Кітакюшю.
Табличка із зазначенням довжини тунелю настільки проржавіла і покрилася іржею, що її неможливо розшифрувати, тому точну відстань невідомо. На карті його довжина становить близько 150 метрів. Навіть під час відкриття тунелю весь перевал вважався глибокої полониною і моторошним місцем, де було дуже мало транспорту. Його часто називають старим тунелем Інунарі, але на табличці викарбувано назву «Тунель Інунарі», а на карті GSI він також позначений як «Тунель Інунарі». На табличці викарбувано «Тунель Інунакі», а на карті GSI він позначений як «Тунель Інунакі».
Є дві частини старої дороги — покинута частина через старий тунель, який був закритий після заміни на новий тунель, і частина, затоплена при будівництві греблі Інунарі, але відстань між ними більше 1 км. Коли говорять про старій дорозі в зв'язку з перевалом Інунарі, в основному мають на увазі занедбану дорогу через старий тунель, яка не має прямого відношення до греблі, але щоб уникнути непорозумінь краще визнати їх різними ділянками. Стара дорога і старий тунель були закриті через проблеми з незаконними звалищами і байкерами, які використовують їх в якості притону. Вхід в старий тунель закритий бетонними блоками, а стара дорога, що веде до нього, також обгороджена. Закрита дорога дуже вузька і в деяких місцях дуже небезпечна через обриви. Крім того, тунель оголений і залитий ґрунтовими водами, що робить його вразливим для обвалення. З боку Хісаями доступ до старого тунелю був відносно простим, але в цілях безпеки вхід на стару дорогу, що виходить на дорогу префектури, був обгороджений і встановлена камера спостереження. Є знаки, що попереджають про те, що про несанкціоноване проникнення буде повідомлено в поліцію, а несанкціоноване проникнення може бути покараним за законом або постановою. З іншого боку, стара дорога з боку Міявака обмежена для автотранспорту, але прокладена стежка, що веде до замку Кумагая від стежки Каваранокочі з Інунаріями, і вона відкрита для альпіністів.